# Ботвиново
Ботвиново (бел. Батвінава) — агрогородок в Чечерском районе Гомельской области Белоруссии. Входит в состав Меркуловичского сельсовета. Деревня преобразована в агрогородок в 2005 году и является самой крупной по населению в районе.

## География

### Расположение
В 18 км на северо-запад от Чечерска, 31 км от железнодорожной станции Буда-Кошелёвская (на линии Гомель — Жлобин), в 63 км от Гомеля.

### Гидрография
На северной, западной и южной окраинах — мелиоративный канал, соединённый с рекой Чечора (приток реки Сож).

## Транспортная сеть
На автодороге Чечерск — Меркуловичи. Планировка состоит из 2 улиц, ориентированных с юго-востока на северо-запад и соединённых 2 переулками. Застройка двусторонняя, плотная, преимущественно деревянная, усадебного типа. В 1989 году построено 100 кирпичных, коттеджного типа, домов, в которых разместились переселенцы из загрязнённых радиацией мест после катастрофы на Чернобыльской АЭС (преимущественно из деревни Карповичи Наровлянского района).

## История
Около агрогородка обнаружен курганный могильник XI—XII веков, что свидетельствует о заселении этих мест с давних времён. Согласно письменным источникам известна с XIX века как селение в Меркуловичской волости Рогачёвского уезда Могилёвской губернии. Согласно ревизских материалов 1859 года деревня во владении помещика А. Т. Жуковского. Кроме земледелия в 2 хозяйствах занимались скорняжным промыслом. Действовал хлебозапасный магазин. В 1896 году школа, мельница. В 1909 году 936 десятин земли.
В 1930 году организован колхоз «Заря коммуны», работали конная крупорушка, 2 ветряные мельницы.
89 жителей погибли на фронтах Великой Отечественной войны.
Согласно переписи 1959 года — центр совхоза «Ботвиново».
На территории агрогородка Ботвиново расположены: школа, ясли-сад, фельдшерско-акушерский пункт, отделение почтовой связи, культурно-спортивный центр, бар-кафе, магазин, сельскохозяйственное предприятие (молочно-товарная ферма и машинно-тракторный парк), административное здание — ОАО «Ботвиново». В 2012 году был открыт храм Покрова Пресвятой Богородицы.

## Население
Население Ботвиново едва ли не удвоилось после катастрофы на Чернобыльской АЭС, где разместились переселенцы из загрязнённых радиацией мест, хотя Ботвиново и само не избежала радиации. Долгое время Ботвиново числилось среди населённых пунктов с правом на отселение, где плотность загрязнение цезием, стронцием и плутонием выше средних показателей.

### Численность
- 2017 год — 221 хозяйство, 478 жителей.

### Динамика
- 1880 год — 56 дворов, 368 жителей.
- 1896 год — 74 хозяйства.
- 1909 год — 93 двора, 544 жителя.
- 1925 год — 123 двора.
- 1959 год — 685 жителей (согласно переписи).
- 1999 год — 228 дворов, 646 жителей.
- 2004 год — 211 хозяйств, 580 жителей.
- 2015 год — 221 хозяйство, 509 жителей.
- 2017 год — 221 хозяйство, 478 жителей.

## Культура
- Дом культуры
- Музей хлеба (2014 год)

## Достопримечательность
- Храм Покрова Пресвятой Богородицы[1]
- Мемориальный комплекс[2]